# Златева къща
Златевата или Вирозевата къща (на гръцки: Οικία Ζλάτη, Βυρόζη) е къща в град Воден, Гърция.
Къщата е разположена на улица „Ипосминагос Якас“ № 3, западно от Вароша, до парка с паметника на гърците бежанци. Собственост е на Златис и Вирозис. Изградена е в междувоенния период в стил ар деко. В 2005 година като паметник с особено архитектурно значение и една от малкото подобни сгради във Воден, къщата е обявена за паметник на културата.